# 나고야 시영 지하철 사쿠라도리선
나고야 시 교통국 지하철 사쿠라도리 선(명고옥시영지하철앵통선, 일본어: 名古屋市営地下鉄桜通線)은 나고야 시 교통국의 철도 노선 가운데 하나이다. 아이치현 나고야시 나카무라구 위치한 나카무라쿠야쿠쇼 역과 미도리구에 위치한 도쿠시게 역을 잇는다.

## 역사
- 1989년 9월 10일: 나카무라쿠야쿠쇼역 ~ 이마이케 역간 (6.3km)영업 개시.
- 1989년: 사쿠라도리 선 건설 당시 나고야 역 부근 대규모 안다피닝 공법이 토목 학회상 기술상을 수상함.
- 1994년 3월 30일: 이마이케 ~ 노나미 역간 (8.6km)영업 개시.
- 2004년 10월 6일: 메이조 선 미즈호운도조히가시 역 영업 개시, 미즈호운도조 역이 미즈호운도조니시 역으로 역명 변경.
- 2007년
  - 3월 18일: 3050형을 사용한 쓰루마이 선 개통 30주년 기념열차가 이마이케 역 ~ 쓰루마이 선 아카이케역간 운전된다. 6000형 이외의 차량이 당선에 입선한 것은, 1993년에 쓰루마이 선과 이누야마 선 직통 운전 기념 이벤트 단체 전용열차로 3050형(3151F)이 들어간 이래, 이것이 2번째가 됨.
  - 3월 19일: 전역에 지금까지의 열차 도착전의 접근차임을 대신하여 접근 멜로디를 도입.
- 2009년 9월 20일: 3050형을 사용한 사쿠라도리 선 개통 20주년 기념 특별열차「미스터리트레인」이마이케 역 ~ 쓰루마이 선 아카이케 역간 운전된다. 당일 입선한 것은3151F의 6연.
- 2010년 7월 5일: 6050형의 영업 운행 개시.
- 2011년
  - 1월 22일: 나카무라쿠야쿠쇼역을 시작으로 스크린도어 도입됨.
  - 3월 20일: 나루코 키타 역 ~ 토쿠시게 역간 시승회 개최.
  - 3월 21일: 다이어 개정. 사쿠라야마 역 발착 구간 운행을 설정.
  - 3월 27일: 노나미 역 ~ 토쿠시게 역간 (4.2km) 개통.
  - 7월 16일: 노나미 역을 마지막으로 전 역에 스크린도어를 설치 완료.

## 운행 형태
모든 열차가 각역 정차로, 배차 간격은 평일의 낮이 7분30초 간격, 토·공휴일이 10분 간격으로 운행되고 있다. 이것은, 쓰루마이 선과 거의 같은 정도의 운행 빈도가 되고 있다.

## 차량

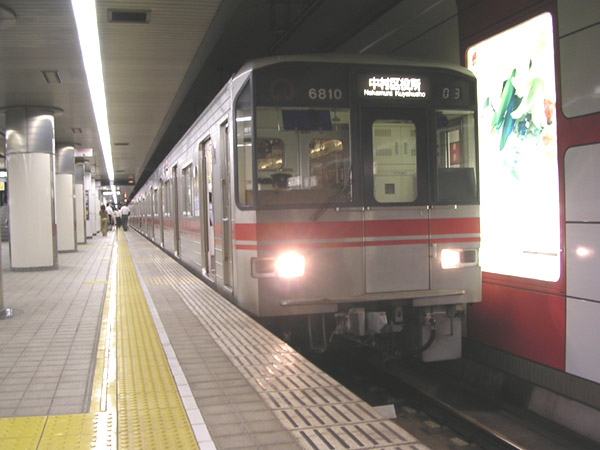
6000형
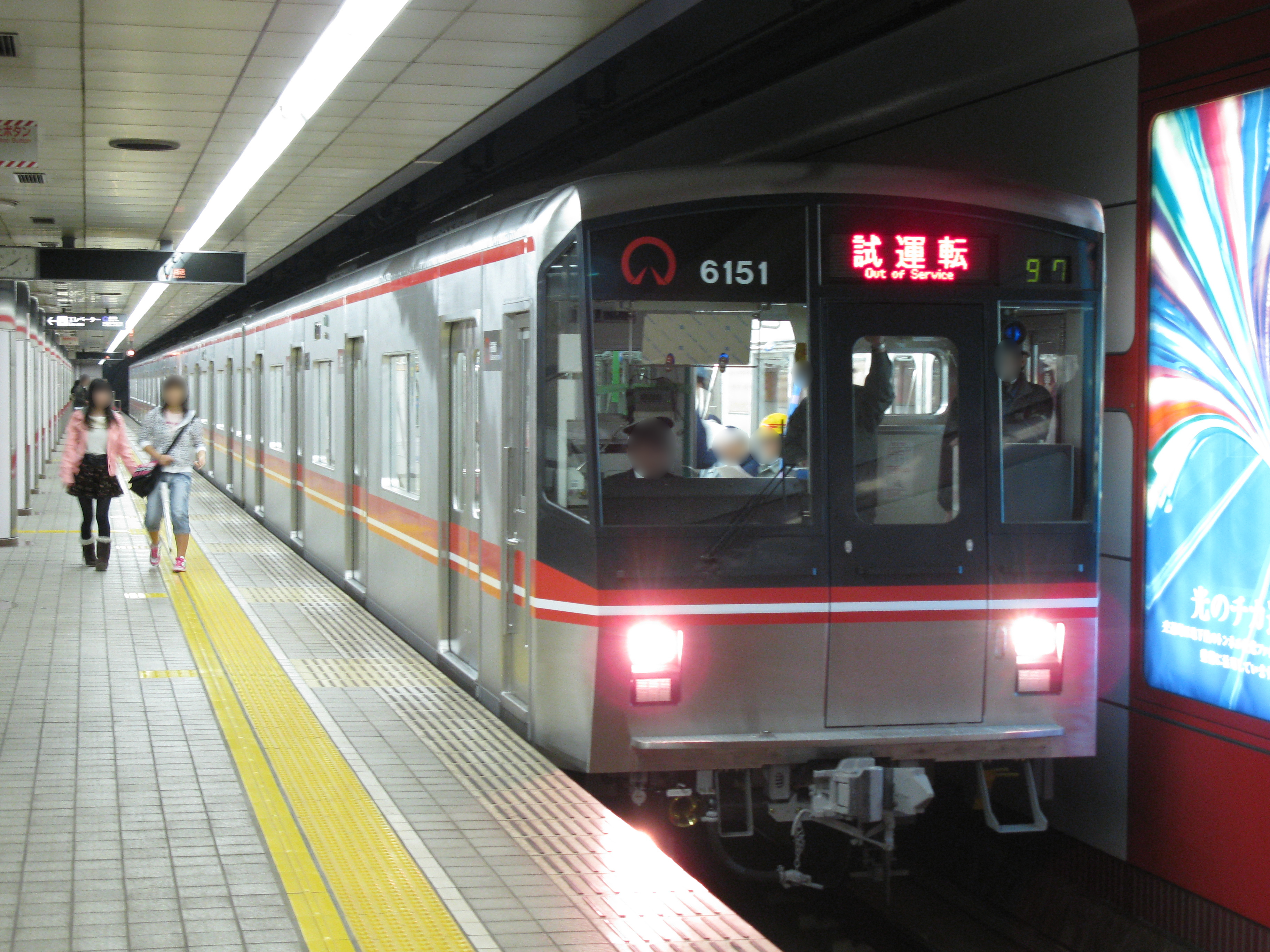
6050형

- 6000형
- 6050형

## 역 목록
| 역 번호 | 역 이름          | 일본어 이름  | 영업 거리 (km) | 접속 노선 | 소재지   | 소재지   | 소재지     |
| ------- | ---------------- | ------------ | -------------- | --- | -------- | -------- | ---------- |
| S 01    | 다이코도리       | 太閤通       | 0.0            | | 아이치현 | 나고야시 | 나카무라구 |
| S 02    | 나고야           | 名古屋       | 0.9            | ■ 히가시야마 선, 도카이 여객철도 도카이도 신칸센 도카이도 본선, 주오 본선, 간사이 본선 나고야 임해 고속 철도 니시나고야 항선 나고야 철도 나고야 본선(메이테쓰 나고야 역) 긴키 닛폰 철도 나고야 선(긴테쓰 나고야 역) | 아이치현 | 나고야시 | 나카무라구 |
| S 03    | 고쿠사이센터     | 国際センター | 1.6            | | 아이치현 | 나고야시 | 나카무라구 |
| S 04    | 마루노우치       | 丸の内       | 2.4            | ■ 쓰루마이 선 | 아이치현 | 나고야시 | 나카구     |
| S 05    | 히사야오도리     | 久屋大通     | 3.3            | ■ 메이조 선 | 아이치현 | 나고야시 | 나카구     |
| S 06    | 다카오카         | 高岳         | 4.0            | | 아이치현 | 나고야시 | 히가시구   |
| S 07    | 구루마미치       | 車道         | 5.3            | | 아이치현 | 나고야시 | 히가시구   |
| S 08    | 이마이케         | 今池         | 6.3            | ■ 히가시야마 선 | 아이치현 | 나고야시 | 지쿠사구   |
| S 09    | 후키아게         | 吹上         | 7.4            | | 아이치현 | 나고야시 | 지쿠사구   |
| S 10    | 고키소           | 御器所       | 8.4            | ■ 쓰루마이 선 | 아이치현 | 나고야시 | 쇼와구     |
| S 11    | 사쿠라야마       | 桜山         | 9.5            | | 아이치현 | 나고야시 | 미즈호구   |
| S 12    | 미즈호쿠야쿠쇼   | 瑞穂区役所   | 10.4           | | 아이치현 | 나고야시 | 미즈호구   |
| S 13    | 미즈호운도조니시 | 瑞穂運動場西 | 11.1           | | 아이치현 | 나고야시 | 미즈호구   |
| S 14    | 아라타마바시     | 新瑞橋       | 11.8           | ■ 메이조 선 | 아이치현 | 나고야시 | 미즈호구   |
| S 15    | 사쿠라혼마치     | 桜本町       | 12.9           | | 아이치현 | 나고야시 | 미나미구   |
| S 16    | 쓰루사토         | 鶴里         | 13.8           | | 아이치현 | 나고야시 | 미나미구   |
| S 17    | 노나미           | 野並         | 14.9           | 덴파쿠구 | 아이치현 | 나고야시 |            |
| S 18    | 나루코 키타      | 鳴子北       | 16.0           | 덴파쿠구 | 아이치현 | 나고야시 |            |
| S 19    | 아이오이야마     | 相生山       | 16.9           | 미도리구 | 아이치현 | 나고야시 |            |
| S 20    | 가미사와         | 神沢         | 18.3           | 미도리구 | 아이치현 | 나고야시 |            |
| S 21    | 토쿠시게         | 徳重         | 19.1           | 미도리구 | 아이치현 | 나고야시 |            |